# Spațialism

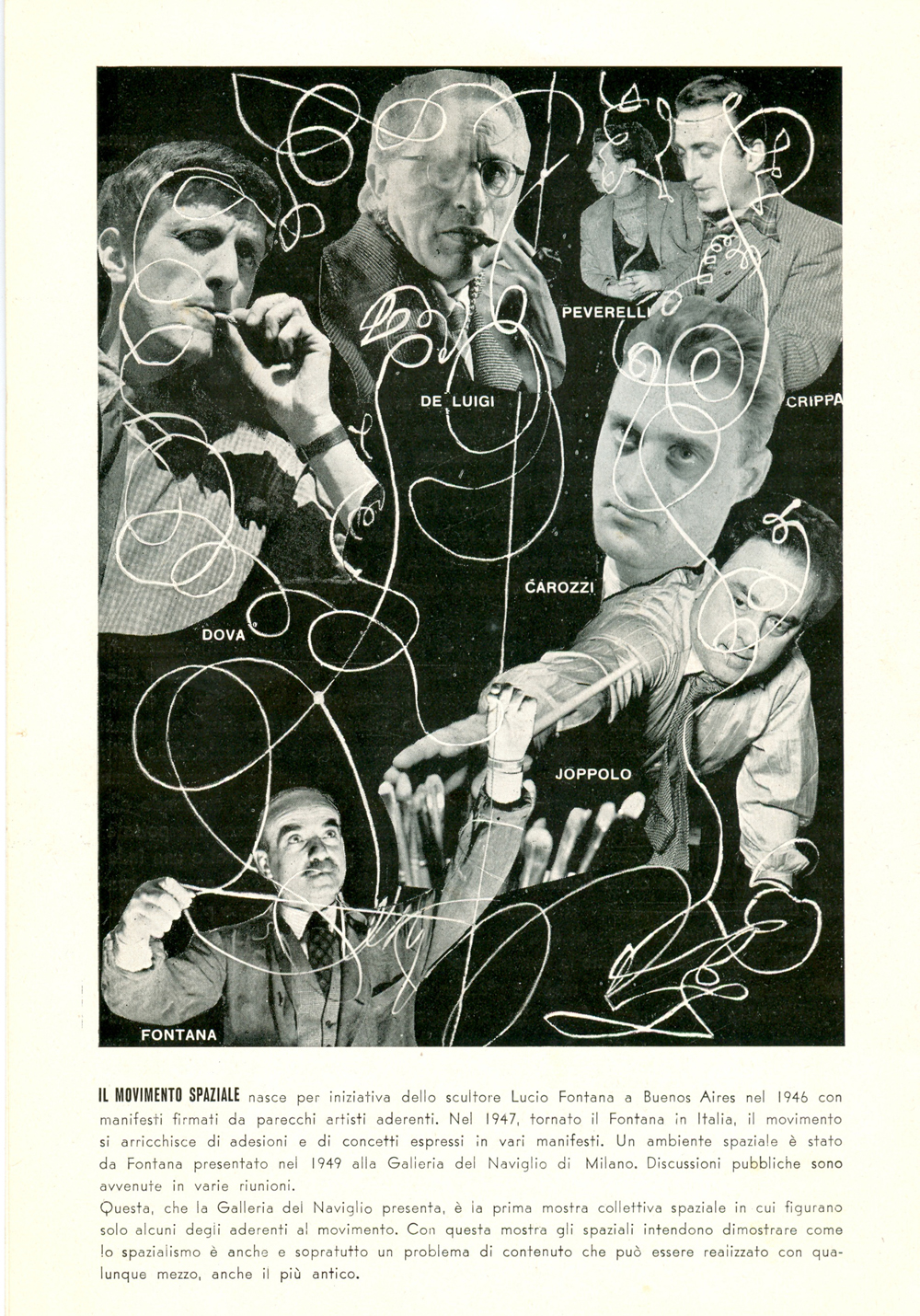
Poster și flyer de epocă al „mișcării spațiale.”

Mișcarea spațială, numită și mișcarea artistică spațială, artă spațială și spațialism, (în italiană Spazialismo) a fost o mișcare artistică născută în anii 1946 și 1947, în Argentina și Italia, fondată de Lucio Fontana, aflat în Argentina, în înfrățire cu Galleria del Cavallino din Veneția. La rândul său, această galerie a avut o legătură puternică cu Galleria Apollinaire din Milano, fosta galerie a lui Fontana.
Spațialismul propovăduia, în esență, că „arta ar trebui să îmbrățișeze știința și tehnologia.”

## Descriere
Primul text teoretic care stă la baza nașterii spațialismului a fost conceput de Fontana în 1946, în Buenos Aires, în Argentina, așa-numitul Manifiesto Blanco, în care Fontana începea să contureze urgențele unei depășiri a artei așa cum era concepută până atunci și care era atunci, la terminarea celei de-a doua conflagrații mondiale, „stagnată și stagnantă față de dimensiunile timpului și spațiului” [acelui moment].
La sfârșitul anilor 1940, arta picturală din Italia emană semne de intoleranță față de media tradițională, arătându-și interesul pentru un tip de artă legată de știință și tehnologie, în ideea că acestea sunt indisolubil legate. Cu această idee, artiștii care aderaseră la manifestul spațialismului își îndreaptă acum interesul către cercetarea științifică, către difuzarea radioului, televiziunii, până la elaborarea în 1952 a unui manifest al Mișcării spațiale pentru televiziune. Arta, știința și tehnologia leagă acum arta de descoperirile științifice și invers, invențiile, într-o „poetică artistică” care celebrează mediul și evoluția lui, devin ele însele acte artistice.
Lucio Fontana, plecând tocmai de la atitudinea de „deschidere” față de spațiu, deja prezentă de secole în complexul fenomen Baroc și sintetizând dinamismul futurist (mult, mult mai recent), respectiv ideea lui Boccioni a ceea ce înseamnă a folosi noi tehnici și apropieri, propune o „dematerializare” a artei în sine, în favoarea unei arte „integrale” în care culoarea, sunetul, mișcarea și spațiul se pot unifica într-o unitate ideală.
De fapt, există diferite versiuni despre cine și cum a început primul. Se știe, de fapt, că în același an 1946, Giuseppe Marchiori, marele critic de artă, începuse să grupeze mai mulți artiști care au debutat apoi la a Bienala de la Veneția din 1948 ca „Noul front al artelor.” Bienală ce se va dovedi foarte importantă pentru că o va aduce pe Peggy Guggenheim la Veneția, care va decide imediat să se oprească în orașul lagună. Artiștii care au fost prezenți, Virgilio Guidi, Mario Deluigi, Vinicio Vianello, Bruna Gasparini, Bruno De Toffoli s-au adunat în Galleria del Cavallino  a lui Carlo Cardazzo. Ulterior, se vor alătura tinerii Rampin, Tancredi, Licata și Finzi („care în realitate este binevenit doar neoficial pentru că este prea tânăr” – Il Gazzettino).

## Manifeste spațialiste
Spațialiștii și-au difuzat adesea ideile în forme sintetice de afișe și pliante. Printre cele mai importante documente de acest tip se numără și cele care urmează, mai jos.
- 1946 — Argentina – Manifesto Blanco – Manifestul alb - Autori: Lucio Fontana, împreună cu studenții săi de la Escuela de Arte Altamira – Ugo Mulas, Guido Le Noci, Alain Jouffroy, Michel Fougères, Leonardo Sinisgalli, Raffaele Carrieri și Galleria Apollinaire, Milano
- 1947 — Italia – Primo Manifesto dello Spazialismo – Primul manifest al spațialismului - Autori: Beniamino Joppolo, Lucio Fontana, Giorgio Kaisserlian, Milena Milani
- 1948 — Italia – Secondo manifesto dello Spazialismo – Al doilea manifest al spațialismului - Autori: Lucio Fontana, Gianni Dova, Beniamino Joppolo, Giorgio Kaisserlian, Antonino Tullier
- 1950 — Italia – Proposta di un Regolamento del Movimento Spaziale – Propunerea unui regulament al mișcării spațiale - Autori: Lucio Fontana, Milena Milani, Giampiero Giani, Beniamino Joppolo, Roberto Crippa, Carlo Cardazzo
- 1951 — Italia – Manifesto Tecnico dello Spazialismo – Manifestul tehnic al al spațialismului - Autor, doar Lucio Fontana
- 1951 — Italia – Manifesto dell'Arte Spaziale - Autori: Anton Giulio Ambrosini, Giancarlo Carozzi, Roberto Crippa, Mario Deluigi, Gianni Dova, Lucio Fontana, Virgilio Guidi, Beniamino Joppolo, Milena Milani, Berto Morucchio, Cesare Peverelli, Vinicio Vianello
- 1952 — Italia – Manifesto del Movimento spazialista per la televisione – Manifestul mișcării spațialiste pentru Televiziune - Autori: Ambrosini, Burri, Carozzi, Crippa, Deluigi, De Toffoli, Dova, Donati, Fontana, Guidi, Joppolo, La Regina, Milani, Morucchio, Peverelli, Parmeggiani, Vianello
- 1958 — Italia – VIII Manifesto dello Spazialismo – Al optulea manifest al mișcării spațialiste
- 2016 — Italia – Manifesto dello Spazialismo Transgeometrico – Manifestul mișcării spațialiste transgeometrice

## Galerie de imagini

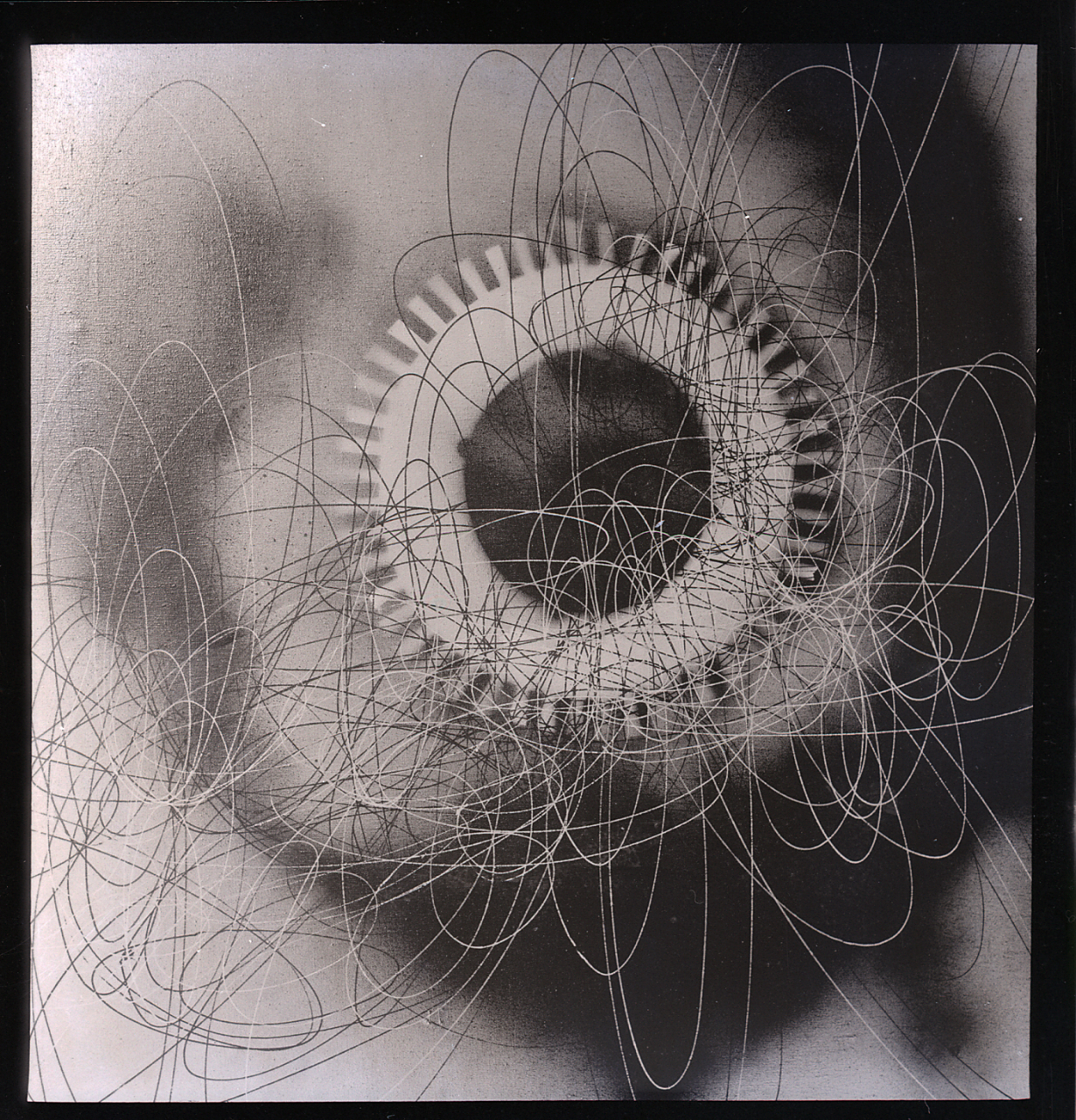
Roberto Crippa — Spirali, primi anni cinquanta – Fotografie de Paolo Monti, 1953
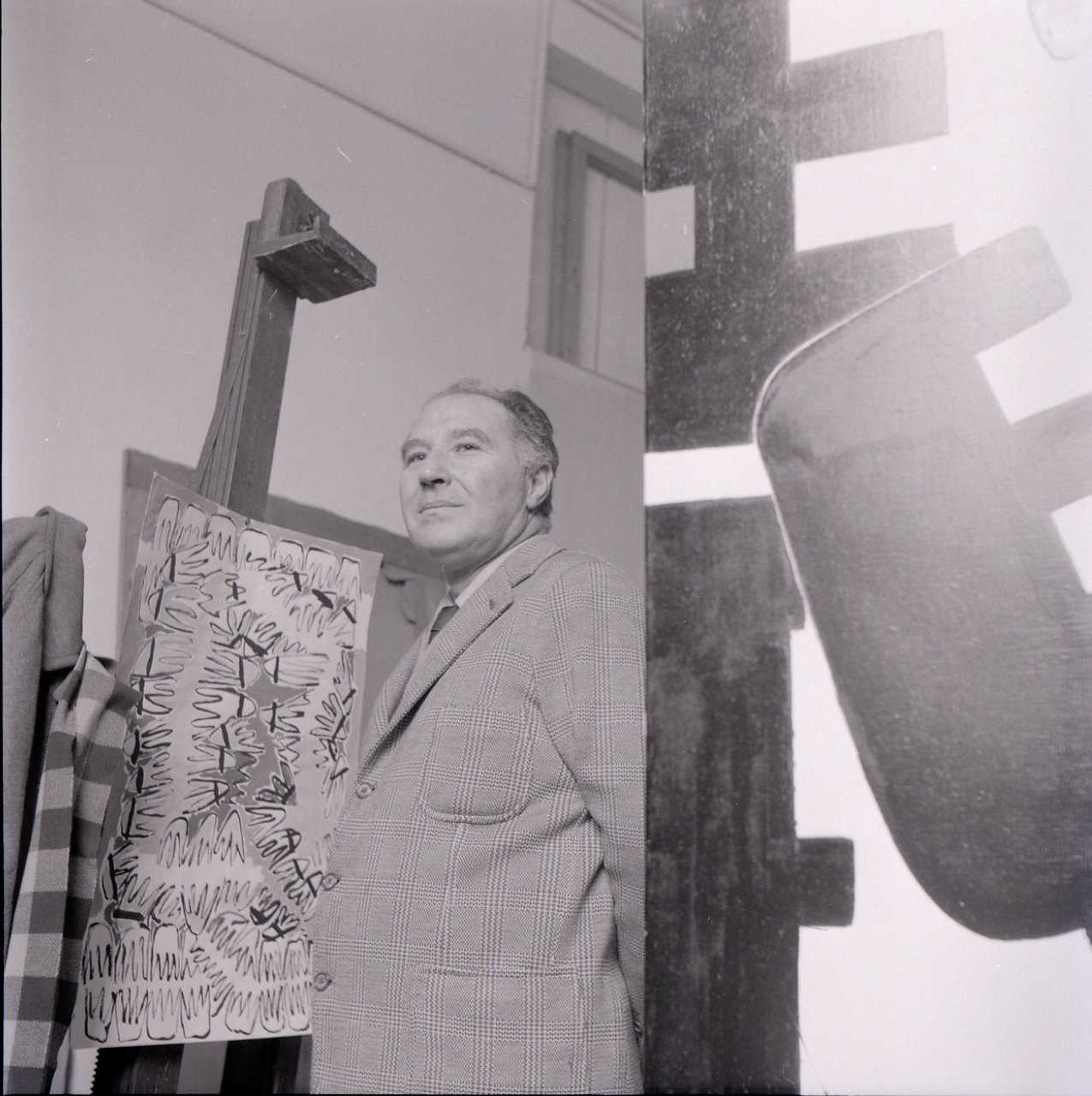
Giuseppe Capogrossi – Fotografie de Paolo Monti, 1972
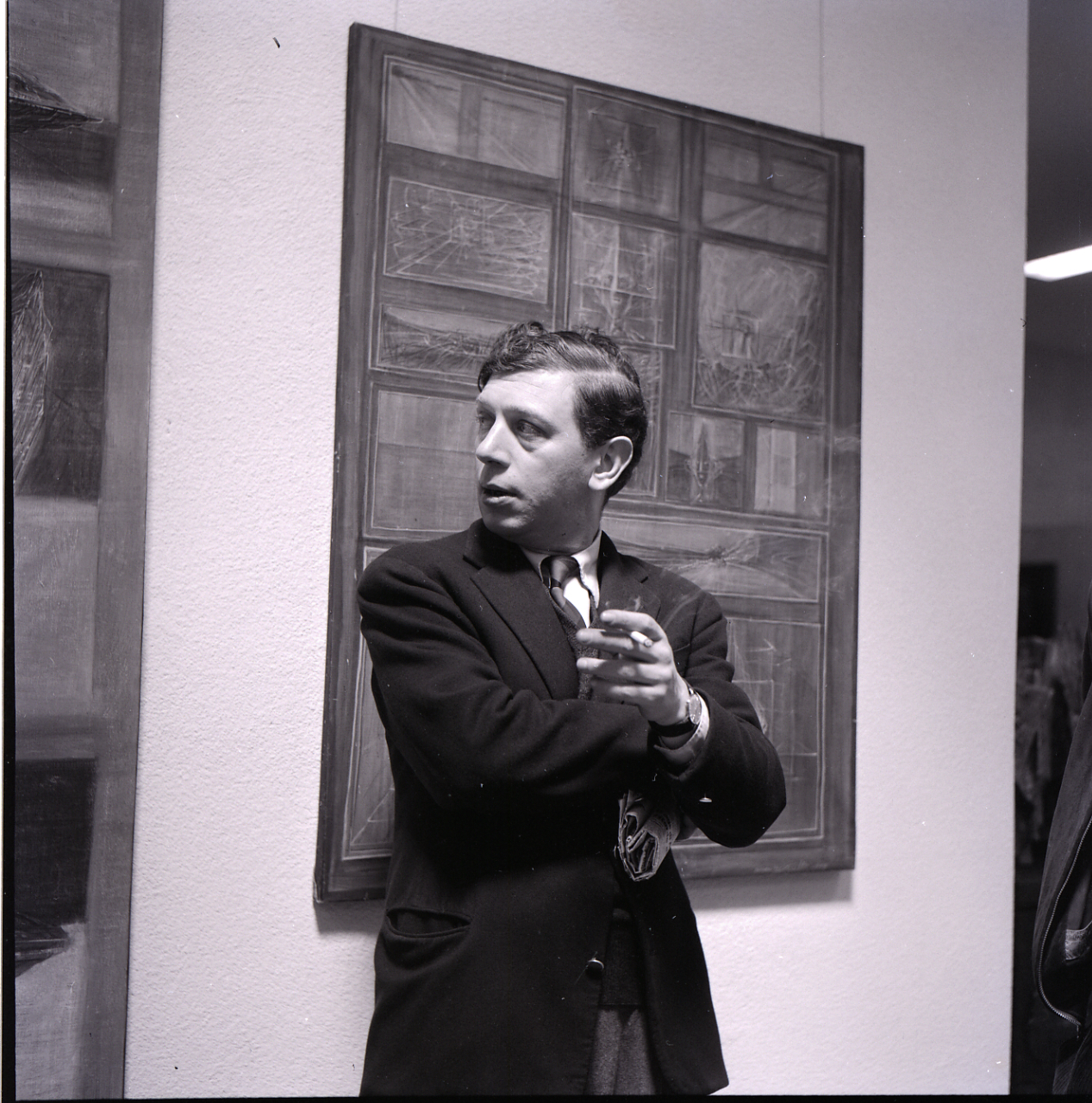
Cesare Peverelli – Fotografie de Paolo Monti
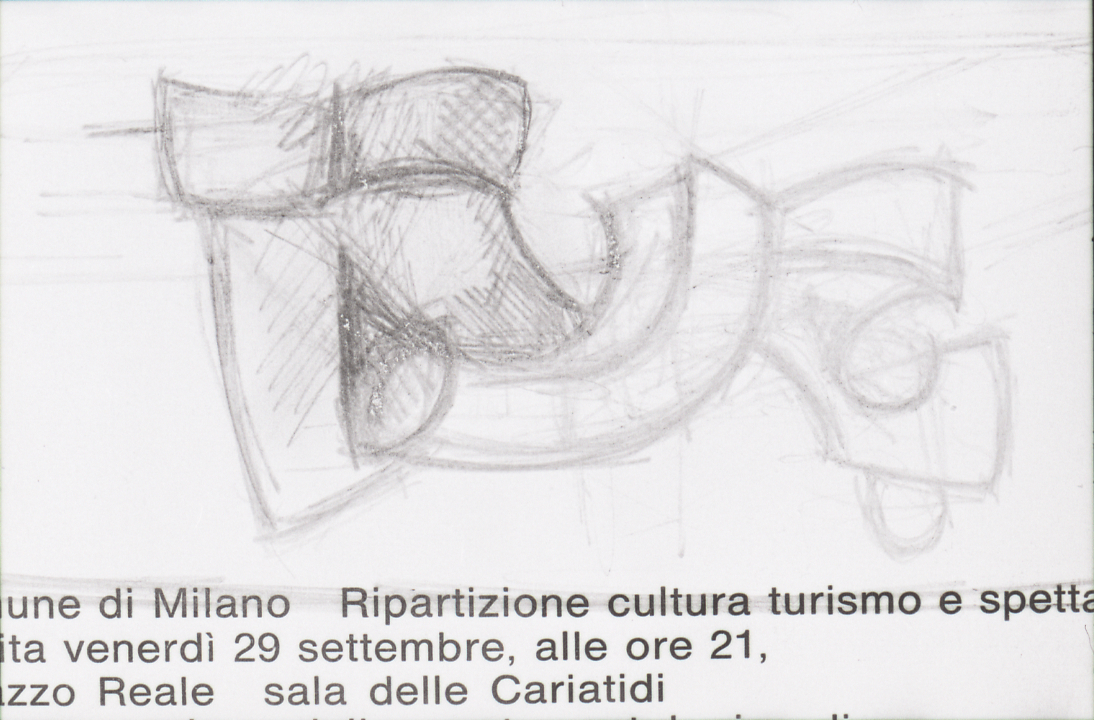
Detaliu dintr-o schiță a lui Peverelli – Fotografie de Paolo Monti